# Баклушина
Баклу́шина (рос. Баклушина) — селище у складі Нижньотагільського міського округу Свердловської області.